# Duque de Ciudad Rodrigo

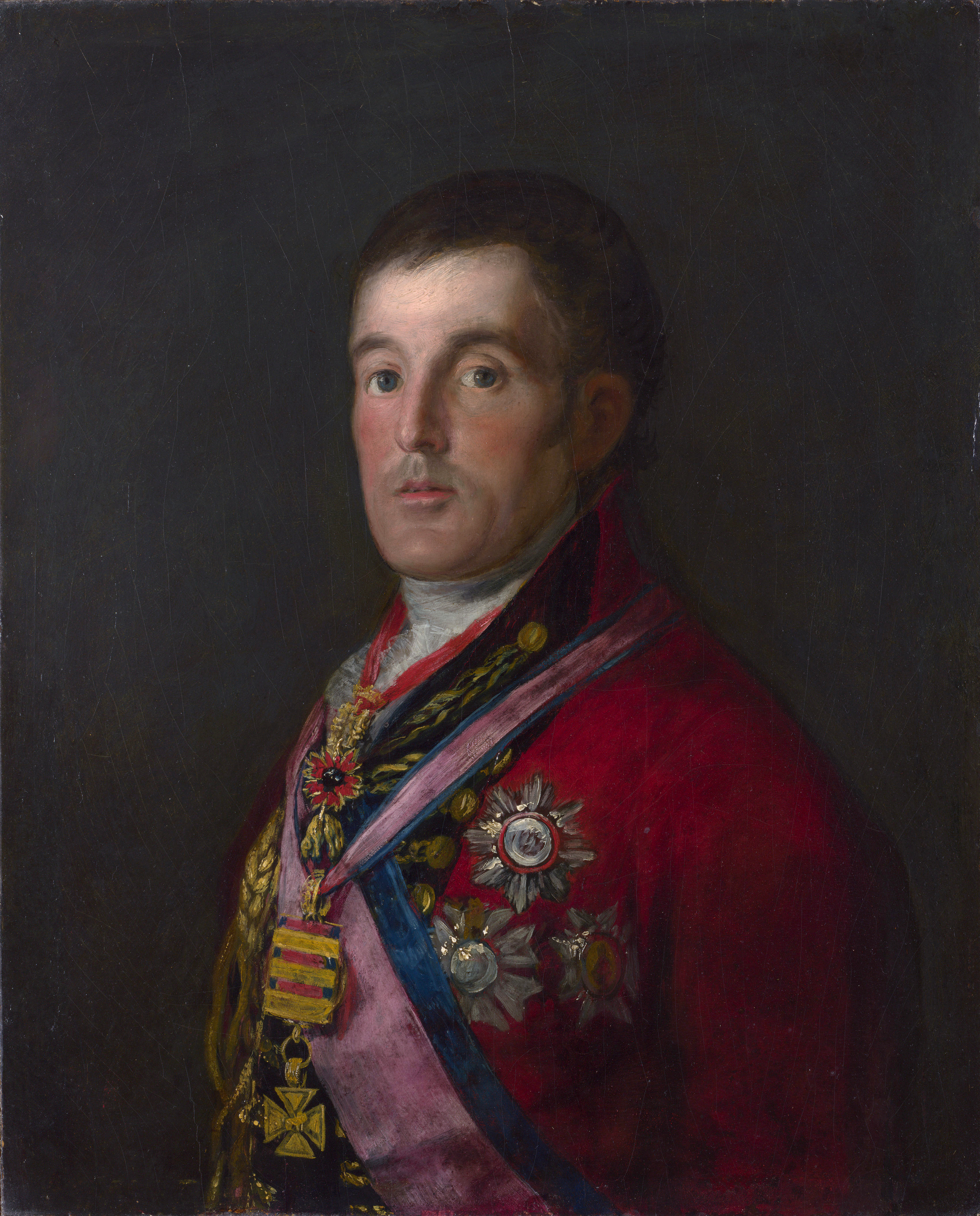
Artur Wellesley, Duque de Wellington, I Duque de Ciudad Rodrigo.

The 9th Duke of Wellington and 10th Duke of Ciudad Rodrigo
(2002-)

Duque de Ciudad Rodrigo, ou, na sua forma portuguesa, de Cidade Rodrigo, é um título nobiliárquico espanhol criado em 30 de janeiro de 1812, pelo rei Fernando VII da Espanha, para o marechal Arthur Wellesley, em recompensa por suas vitórias na Espanha na Guerra Peninsular, contra as forças invasoras francesas.
Além de suas vitórias em Portugal e Espanha contra os franceses, foi quem derrotou definitívamente a Napoleão Bonaparte, na batalha de Waterloo. Foi-lhe concedido também o título espanhol de Visconde de Talavera. Recebeu, entre outros títulos do Reino Unido, o de Duque de Wellington, assim como outros do Reino de Portugal e dos Países Baixos.
Em 5 de março de 2010, o ducado foi solicitado por Arthur Charles Valerian Wellesley, Marquês Douro, por cessão de seu pai, o nono titular. Em 12 de junho do mesmo ano foi publicada a ordem do Ministério da Justiça dando efeito à cessão.

## Duques de Ciudad Rodrigo
|                          | Titular                           | Período                  |
| Criação por Fernando VII | Criação por Fernando VII          | Criação por Fernando VII |
| ------------------------ | --------------------------------- | ------------------------ |
| I                        | Arthur Wellesley                  | 1812-1852                |
| II                       | Arthur Richard Wellesley          | 1852-1884                |
| III                      | Henry Wellesley                   | 1884-1900                |
| IV                       | Arthur Charles Wellesley          | 1900-1934                |
| V                        | Arthur Charles Wellesley          | 1934-1941                |
| VI                       | Henry Valerian George Wellesley   | 1941-1943                |
| VII                      | Anne Maud Wellesley               | 1943-1949                |
| VIII                     | Gerald Wellesley                  | 1949-1968                |
| IX                       | Arthur Valerian Wellesley         | 1972-2010                |
| X                        | Arthur Charles Valerian Wellesley | 2010-atual titular       |